# Morti nel 1400
| Questa pagina contiene informazioni ricavate automaticamente dalle voci biografiche con l'ausilio del template Bio e di un bot. L'aggiornamento è periodico e automatico e ricostruisce completamente la pagina. Se manca una persona in questa lista, sei pregato di non aggiungerla, ma accertati piuttosto che la sua voce biografica contenga il template Bio e che i dati anagrafici siano correttamente compilati. Se il template Bio manca, inseriscilo tu stesso o, in alternativa, metti l'avviso {{tmp\|Bio}} che ne segnala la mancanza. Se i dati riportati sono sbagliati, correggi direttamente la voce biografica; le modifiche saranno visibili in questa lista entro pochi giorni. Per chiarimenti vedi il progetto biografie. La lista contiene solo le 33 persone che sono citate nell'enciclopedia e per le quali è stato implementato correttamente il template Bio. Pagina aggiornata al 10 feb 2025. |

- 5 gennaio - John Montacute, III conte di Salisbury, militare britannico (n. 1350)
- 7 gennaio - Thomas Holland, I duca di Surrey, nobile inglese (n. 1374)
- 16 gennaio - John Holland, I duca di Exeter, conte britannico (n. 1352)
- 17 gennaio - Beraldo II delfino d'Alvernia, nobile francese
- 14 febbraio - Riccardo II d'Inghilterra, re (n. 1367)
- 24 marzo - Fiorenzo Radewijn, mistico olandese (n. 1350)
- 20 aprile - Onorato I Caetani, nobile e politico italiano
- 28 aprile - Baldo degli Ubaldi, giurista italiano (n. 1327)
- 6 maggio - Luigi d'Étampes, conte francese (n. 1336)
- 25 giugno - Giovanni Gabrielli, arcivescovo cattolico italiano
- 25 giugno - Pierre Perrat, architetto francese (n. 1340)
- 15 luglio - Ceccolo Broglia, nobile e condottiero italiano (n. 1352)
- 15 agosto - Galeotto Belfiore Malatesta, condottiero italiano (n. 1377)
- 20 agosto - Verde d'Este, nobile italiana (n. 1354)
- 25 ottobre - Geoffrey Chaucer, scrittore e poeta inglese (n. 1343)
- 7 novembre - Jofré de Boïl, cardinale spagnolo
- 8 novembre - Pietro di Sicilia, principe (n. 1398)
- 23 novembre - Antonio Venier, doge
- André Beauneveu, pittore, scultore e miniatore francese (n. 1335)
- Hennequin de Bruges, pittore e miniatore fiammingo (n. 1340)
- Federico I di Brunswick-Wolfenbüttel, nobile tedesco
- Azzo I da Correggio, politico e condottiero italiano
- Archibald Douglas, III conte di Douglas, nobile scozzese
- Giovanni, vescovo cattolico italiano
- Gülçiçek Hatun, ottomana (n. 1335)
- Lucia da Caltagirone, religiosa italiana
- Leale Malatesta, vescovo cattolico italiano
- Alice Perrers, britannica
- Franco Sacchetti, letterato italiano (n. 1332)
- Umberto VIII di Thoire-Villars, nobile
- Yahuar Huacac, sovrano inca (n. 1380)
- Henri Yevele, architetto inglese (n. 1320)
- André de Neufchâteau, filosofo e francescano francese